# Carema riserva
Le Carema riserva est un vin rouge sec italien de la région Piémont doté d'une appellation DOC depuis le 9 juillet 1967. Seuls ont droit à la DOC les vins rouges récoltés à l'intérieur de l'aire de production définie par le décret. Les vignobles autorisés se situent en province de Turin dans la commune de Carema. 13,29.des 120 hectares délimitée sont en production.
Les vignobles se situent entre 300 et 700 m d’altitude sur des terrasses creusées dans la roche des pentes du mont Maletto. Les pentes surplombent la rive droite de la Doire Baltée. Au nord de l'appellation commence la région Vallée d'Aoste.
Le paysage est caractérisé par des pergolas soutenues par des piliers en forme de tronc de cône, en pierre naturel. Les pierres des piliers, en libérant au cours de la nuit la chaleur accumulée pendant la journée, offrent à la vigne des conditions climatiques pour la culture.
Vieillissement minimum légal: 4 ans, dont au moins 30 mois en fût de chêne ou de châtaignier (taille maxi du fût : 4000 litres)  ainsi que 12 mois en bouteille.
Le vin rouge du type Carema riserva répond à un cahier des charges plus exigeant que le Carema, essentiellement en relation avec le vieillissement.

## Caractéristiques organoleptiques
- couleur : rouge rubis avec des reflets grenat, qui s’atténue avec le temps.
- odeur :  caractéristique, intense, qui s’affine avec le vieillissement, arômes de  rose macérée.
- saveur :  souple, velouté, corsé. Avec un agréable fond légèrement amer.

Le Carema riserva se déguste à une température comprise entre 16 et 18 °C et il se gardera 6 - 12 ans.

## Association de plats conseillée
Grillades variées, grands rôtis, viandes braisées ou en marmelade, gibier en civet, foies gras, fromages affinés.

## Production
Province, saison, volume en hectolitres :
- pas de données disponible